# Andrzej Radzimiński
Andrzej Radzimiński (ur. 4 kwietnia 1958 w Lubawie) – polski historyk, specjalizujący się w historii średniowiecza i naukach pomocniczych historii, profesor nauk humanistycznych, profesor zwyczajny, a w latach 2008–2012 rektor Uniwersytetu Mikołaja Kopernika w Toruniu, od 2015 prezes Towarzystwa Naukowego w Toruniu.

## Życiorys
W 1977 ukończył liceum ogólnokształcące w Lubawie i podjął studia na Wydziale Nauk Historycznych UMK w Toruniu. Po ich ukończeniu w 1981 podjął pracę nauczyciela historii w szkole podstawowej w Papowie Biskupim. Pracował tam do 1985, potem (w latach 1985–1988) był zatrudniony w Archiwum Państwowym w Toruniu. W 1987 uzyskał stopień doktora nauk humanistycznych. Tematem jego rozprawy była Kapituła katedralna płocka w XIV i I połowie XV wieku, a promotorem Janusz Bieniak. W 1988 został zatrudniony na stanowisku adiunkta w Zakładzie Nauk Pomocniczych Instytutu Historii i Archiwistyki UMK.
Stopień doktora habilitowanego nauk humanistycznych w zakresie historii uzyskał w 1996 na podstawie rozprawy pt. Duchowieństwo kapituł katedralnych w Polsce XIV–XV wieku. Tytuł profesora nauk humanistycznych otrzymał w 1999.
Zawodowo związany z UMK, na którym doszedł do stanowiska profesora zwyczajnego. W latach 1995–1997 był zastępcą dyrektora Instytutu Historii i Archiwistyki UMK, od 1998 do 1999 – dyrektorem tej jednostki. W latach 1999–2002 pełnił funkcję dziekana Wydziału Nauk Historycznych, a od 2002 do 2008 prorektora UMK ds. dydaktyki (2002–2005) i ds. kształcenia i kadr (2005–2008). 28 marca 2008 został wybrany na rektora uniwersytetu. Zakończył urzędowanie z dniem 1 września 2012, kiedy to na tym stanowisku zastąpił go Andrzej Tretyn.
Zajmuje się historią Kościoła katolickiego w Polsce średniowiecznej, a także dziejami duchowieństwa w Zakonie Krzyżackim. Prowadził badania między innymi w Wiedniu i Berlinie. Współpracował z Instytutem Maxa Plancka w Getyndze. Trzykrotnie (1994, 1996 i 1999) był powoływany na członka Komisji Historii Porównawczej Kościołów przy Polskiej Akademii Nauk. W 2015 objął funkcję prezesa Towarzystwa Naukowego w Toruniu. Autor około 300 prac naukowych, w tym kilkunastu książek i ponad dwudziestu tomów studiów.
W 2014 przeciwko Andrzejowi Radzimińskiemu pojawiły się publiczne zarzuty o naruszenia praw autorskich kilku innych osób przez niewłaściwe stosowanie zapożyczeń w jego książce Kobieta w średniowiecznej Europie z 2012. W maju 2015 został formalnie w tej sprawie upomniany przez rektora Andrzeja Tretyna.

## Odznaczenia
W 2011, za wybitne zasługi w pracy naukowo-badawczej, dydaktycznej i społecznej, za popularyzowanie nauki w Polsce i na świecie, odznaczony został Krzyżem Kawalerskim Orderu Odrodzenia Polski.

## Wybrane publikacje
- Prałaci i kanonicy kapituły katedralnej płockiej w XIV i I poł. XV wieku. Studium prozopograficzne. T. 1, Prałaci (1991)
- Prałaci i kanonicy kapituły katedralnej płockiej w XIV i I połowie XV wieku. Studium prozopograficzne. T. 2, Kanonicy (1993, ISBN 83-231-0443-3)
- Duchowieństwo kapituł katedralnych w Polsce XIV i XV wieku na tle porównawczym: studium nad rekrutacją i drogami awansu (1995, ISBN 83-231-0630-4)
- Biskupstwa państwa krzyżackiego w Prusach XIII–XV wieku. Z dziejów organizacji kościelnej i duchowieństwa (1999, ISBN 83-231-1052-2)
- Duchowieństwo kapitulne w Polsce średniowiecznej i wczesnonowożytnej: studia nad pochodzeniem i funkcjonowaniem elity kościelnej (2000, red., ISBN 83-231-1162-6)
- Życie i obyczajowość średniowiecznego duchowieństwa (2002, ISBN 83-7181-243-4)
- Kościół w państwie Zakonu Krzyżackiego w Prusach 1243–1525: organizacja, uposażenie, ustawodawstwo, duchowieństwo – wierni (2006, ISBN 83-86206-96-9)
- Chrystianizacja i ewangelizacja Prusów (2008, ISBN 978-83-7441-923-9)
- Chrystianizacja i ewangelizacja Prusów: historia i źródła (2011, ISBN 978-83-7780-035-5)
- Kobieta w średniowiecznej Europie (2012, ISBN 978-83-231-2811-3)
- Kościół i duchowieństwo w średniowieczu: Polska i państwo zakonu krzyżackiego w Prusach (2012, ISBN 978-83-231-2807-6)